# Salammbô (Fénelon)
Pour les articles homonymes, voir Salammbô (homonymie).
Salammbô est un opéra du compositeur français Philippe Fénelon sur un livret de Jean-Yves Masson, créé en 1998 à Paris. L'histoire est inspirée du roman historique homonyme de Gustave Flaubert de 1862.

## Historique
Salammbô est le troisième opéra du français Philippe Fénelon, composé entre 1992 et 1996, commande de l'Opéra de Paris. Le livret adapte l'histoire du roman de Gustave Flaubert, écrit par le compositeur avec l'écrivain français Jean-Yves Masson. Le compositeur assume l'aspect historique du récit, qui témoigne sa volonté de réinvestir le genre traditionnel de l'opéra, en particulier sur le plan dramaturgique. À l'inverse de son premier ouvrage lyrique, Le Chevalier imaginaire — Les Rois, son second opéra, n'avait pas encore été créé —, Philippe Fénelon se rapproche ici davantage d'un style classique.
Salammbô est créé le 16 mai 1998 à l'opéra Bastille à Paris sous la direction de Gary Bertini avec le Chœur et l'Orchestre de l'Opéra national de Paris, dans une mise en scène de Francesca Zambello avec des décors de Robert Israël. La mise en scène de la première production montre un décor avec les murs d'une ville et fait appel à une cinquantaine de figurants.
Salammbô est le premier opéra créé dans l'Opéra Bastille, et obtient un certain succès lors de sa création,.

## Description
Salammbô est un opéra en trois actes et huit tableaux d'une durée d'environ une heure et cinquante minutes. La partition intègre des passages gérés par informatique musicale avec des sons ajoutés et spatialisés avec l'Ircam. Elle y accueille également un nombre important de percussions et donne une place importante à la clarté du chant grâce à une prosodie travaillée,. L'orchestration nécessite la présence de quatre-vingt-dix musiciens dans la fosse et cent choristes.
Salammbô, dans cet opéra, meurt en se suicidant.
L'opéra est notamment dédié au compositeur français Olivier Messiaen.

### Rôles
Les rôles de Salammbô comprennent les personnages suivants et leur tessiture associée, ainsi que leur créateur :
| Personnage                                   | Tessiture     | Créateur                  |
| -------------------------------------------- | ------------- | ------------------------- |
| Salammbô, fille d'Hamilcar                   | mezzo-soprano | Emily Golden/Nora Gubisch |
| Hamilcar, suffète de Carthage                | baryton-basse | Gidon Saks                |
| Mathô, mercenaire                            | ténor         | Patrick Raftery           |
| Narr'Havas, mercenaire                       |               | Stephen O'Mara            |
| Spendius, esclave grec libéré                | baryton       | LeRoy Villanueva          |
| Schahabarim, grand prêtre de la déesse Tanit | basse         | Kenneth Cox               |
| Mercenaires, anciens                         |               |                           |

### Structure
Salammbô est construit en trois parties et huit tableaux comme suit :
- Acte I : Le Sacrilège
  - Premier tableau : Dans les jardins d’Hamilcar
  - Deuxième tableau : Sur la terrasse de Salammbô

- Acte II : La Mission
  - Troisième tableau : Dans les appartements de Salammbô ; Devant la tente de Mâth
  - Quatrième tableau : Sous la tente de Mâtho
  - Cinquième tableau : Dans les rues de Carthage ; Dans la cour du Conseil des Anciens

- Acte III : Les Noces
  - Sixième tableau : À l’écart du champ de bataille
  - Septième tableau : Dans les appartements de Salammbô
  - Huitième tableau : Sur la grande place de Carthage

### Orchestration
L'orchestration de Salammbô comprend les instruments suivants :
- Vents : 3 flûtes, 3 hautbois, 4 clarinettes, 3 bassons ;
- cuivres : 4 cors, 3 trompettes, 2 trombones, tuba ;
- autres : 3 percussionnistes, célesta ;
- cordes : 12 violons, 10 violons II, 8 altos, 6 violoncelles, 4 contrebasses.